# Opmeer
Opmeer é um município dos Países Baixos localizado na província da Holanda do Norte.